# Riverside Records
A Riverside Records é uma gravadora de jazz norte-americana criada em 1953 por Bill Grauer (director comercial) e Orrin Keepnews (produtor), em Nova Iorque. O objectivo principal dos fundadores era a gravação dos clássicos do jazz da década de 1920 da Paramount Records. Destaque-se os nomes de King Oliver, Jelly Roll Morton, Ma Rainey, Blind Lemon Jefferson ou Louis Armstrong.
No ano seguinte à sua criação, Grauer e Keepnews iniciaram as sessões de gravação com os principais nomes do jazz e blues como Thelonious Monk, Bill Evans, Cannonball Adderley, Wes Montgomery, Sonny Rollins, Abbey Lincoln, Art Blakey, Mongo Santamaria, John Lee Hooker, Jimmy Heath, Johnny Griffin, Charlie Byrd e Staple Singers.
A gravadora entraria em situação de falência em 1964, após a morte de Grauer, e adquirida pela Fantasy Records, anos mais tarde, em 1972.